# Barwani
Barwani (en hindi: बडवानी ) es una localidad de la India, centro administrativo del distrito de Barwani en el estado de Madhya Pradesh.

## Geografía
Se encuentra a una altitud de 182 m s. n. m. a 168 km de la capital estatal, Bhopal, en la zona horaria UTC +5:30.

## Demografía
Según estimación 2010 contaba con una población de 52 634 habitantes.